# Kamienna Góra (Beskid Wyspowy)
Kamienna Góra (593 m n.p.m.) – wzniesienie w północno-wschodniej części Beskidu Wyspowego, w całości znajdujące się w granicach wsi Brzezna w województwie małopolskim, w powiecie nowosądeckim, w gminie Podegrodzie.
Kamienna Góra to wzniesienie o rozległym, płaskim grzbiecie i mało stromych stokach, niemal w całości porośnięte jodłowo-sosnowym lasem. Jego wschodnie stoki opadają do doliny potoku Brzeźnianka, zachodnie do doliny potoku Kaczkówka, południowe w widły tych potoków, w północnym kierunku ciągnie się bezleśna wierzchowina należąca do wsi Wysokie.